# Oecetis acuminata
Oecetis acuminata là một loài Trichoptera trong họ Leptoceridae. Chúng phân bố ở miền Australasia.